# Hendersonida
Hendersonida is een geslacht van kreeftachtigen uit de klasse van de Malacostraca (hogere kreeftachtigen).

## Soort
- Hendersonida granulata (Henderson, 1885)